# Mesoleius perbellus
Mesoleius perbellus är en stekelart som beskrevs av Teunissen 1945. Mesoleius perbellus ingår i släktet Mesoleius och familjen brokparasitsteklar. Inga underarter finns listade i Catalogue of Life.